# Ultraphobic
Ultraphobic è il quarto album in studio del gruppo musicale statunitense Warrant, pubblicato il 10 marzo 1995 dalla CMC International.

## Il disco
Dopo un periodo di tensione culminato con il temporaneo abbandono di Jani Lane, la band fece ritorno con una nuova formazione, dove insieme al rientrante Lane, figurano gli ex membri di Kingdom Come e Wild Horses, Rick Steier e James Kottak, che sostituiscono rispettivamente Joey Allen e Steven Sweet. L'album mostra una progressione verso le tendenze musicali dell'alternative rock e del grunge, già sperimentate in Dog Eat Dog, presentando una notevole affinità con le sonorità dell'epoca. Il disco fallì comunque su tutte le classifiche e vendette meno del precedente.

## Tracce
1. Undertow – 3:12 (Jani Lane, Rick Steier)
2. Followed – 3:41 (Lane, Beau Hill, Jerry Dixon)
3. Family Picnic – 4:43 (Lane, Hill, Dixon, James Kottak)
4. Sum of One – 3:37 (Lane)
5. Chameleon – 5:23 (Lane, Dixon, Steier)
6. Crawl Space – 2:38 (Lane, Steier)
7. Live Inside of You – 3:17 (Lane, Steier, Kottak, Erik Turner)
8. High – 4:02 (Lane, Steier, Marc Tanner)
9. Ride #2 – 5:07 (Lane, Dixon, Turner)
10. Ultraphobic – 4:25 (Lane, Steier, Kottak)
11. Stronger Now – 3:57 (Lane)

## Formazione
- Jani Lane – voce
- Rick Steier – chitarra
- Erik Turner – chitarra
- Jerry Dixon – basso
- James Kottak – batteria
- Dave White – tastiere